# سد بند و بست
بند و بست سدی باستانی در جهرم است.
از آنجا که فارسنامه ابن بلخی  این شهر را در عصر پادشاهی بهرام گور دشتی بی آب خوانده است، زمان ساخت و قدمت آن به زمان ساسانیان می‌رسد. بخشی از این بنا که از سنگ و ساروج ساخته شده همچنان پابرجاست و در فاصله ۱۰ کیلومتری از مرکز بخش کردیان و بالاتر از روستای یوسف‌آباد قرار دارد.
این بنا با شماره ۶۷۸۵ در تاریخ ۱۰ دی ماه ۱۳۸۱ به ثبت در آثار ملی ایران رسیده‌ است.